# Mathematisch-naturwissenschaftliches Gymnasium
Das mathematisch-naturwissenschaftliche Gymnasium oder das naturwissenschaftlich-technologische Gymnasium ist in Deutschland ein Gymnasium, in dem der Schwerpunkt der Ausbildung auf den Naturwissenschaften Physik, Chemie und teilweise auch Biologie liegt. Zusätzlich wird auch häufig Informatik als Unterrichtsfach angeboten. Daneben werden zwei Fremdsprachen unterrichtet, meistens Englisch mit Latein oder Französisch. Viele Gymnasien bieten neben dem naturwissenschaftlichen auch einen neusprachlichen Zweig an. In einigen Ländern ist eine naturwissenschaftliche Schwerpunktbildung am Gymnasium zwar möglich, auf eine entsprechende Bezeichnung des Gymnasiums wird aber verzichtet.

## Geschichte
Der Grundgedanke des mathematisch-naturwissenschaftlichen Gymnasiums geht auf die ersten Realschulen zurück, die der Pietist Johann Julius Hecker 1747 in Berlin gründete. Später entstanden Oberrealschulen, deren Absolventen Mathematik, Naturwissenschaften und neue Sprachen für das höhere Lehramt an Realschulen studieren durften. Nach der Juni-Konferenz 1900 entfiel diese Studienfachbeschränkung (außer für Theologie). Aufgrund des Hamburger Abkommens mussten alle deutschen Oberrealschulen bis 1965 in „Gymnasien“ umbenannt werden.
In Österreich bezeichnet man ein Gymnasium mit Schwerpunkt auf naturwissenschaftlichen Fächern als Realgymnasium.

## Situation in einzelnen Ländern
- Baden-Württemberg: Naturwissenschaftliches Profil
Profilfach Naturwissenschaft und Technik (NwT) als ein interdisziplinäres Fach, das den Unterricht für technische Fragestellungen und praktische Aufgaben öffnet und Themen behandelt, die mehreren Naturwissenschaften und der Technik zuzuordnen sind.
- Bayern: Naturwissenschaftlich-technologisches Gymnasium
Eine vertiefte Einführung in Physik und Chemie erfolgt mittels Physik- und Chemie-Profilstunden. Daneben wird Informatik als Unterrichtsfach angeboten. Die Sprachenfolge ist Englisch/Latein ab Jahrgangsstufe 5 und dann Latein/Französisch/Englisch ab Jahrgangsstufe 6, wobei Englisch 1. oder 2. Fremdsprache sein muss.
- Rheinland-Pfalz: Mathematisch-naturwissenschaftliches Gymnasium
In den Klassenstufen 5 bis 7 stehen für Mathematik und die drei naturwissenschaftlichen Fächer mindestens 8 Wochenstunden zur Verfügung, in den Klassenstufen 8 bis 10 mindestens 10 Wochenstunden. Die Inhalte der informationstechnischen Grundbildung (ITG) werden in geeigneter Weise integriert. Die organisatorische Umsetzung bleibt den Schulen überlassen.
- Schleswig-Holstein: Naturwissenschaftlicher Zweig
Hier wird verstärkt Unterricht in naturwissenschaftlichen Fächern angeboten.
- Sachsen: Naturwissenschaftliches Profil